# コンパートメント席

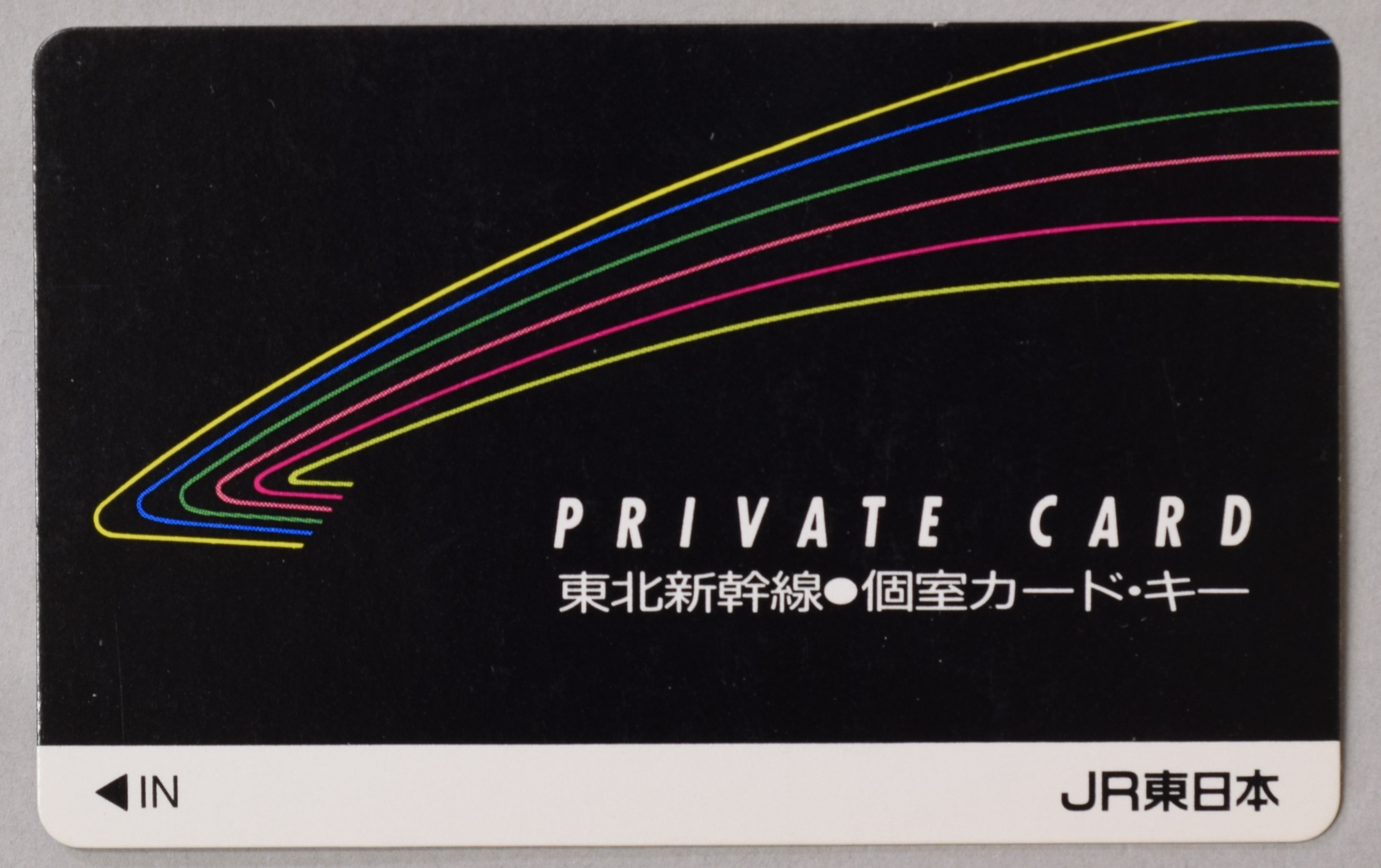
東北新幹線個室用の磁気カードキー

コンパートメント席（コンパートメントせき）とは、鉄道車両などにおける、数席ごとに仕切板などで区切った形式の座席をいう。日本では数少ないが、ヨーロッパなどの鉄道車両では比較的多く見られるもので、すべての客席がコンパートメントとなっているタイプの客車をコンパートメント車と呼ぶ。これに対して大きな空間に連続して座席が配置されている形式を開放座席車などと称する。
日本でいうコンパートメント席は、単に「個室」（こしつ）ともいい、特にその区画を一つの単位として発売されるものを指すことが多い。JR北海道がかつて運用したキサロハ182形550番台の1階部分に設置されたものは「コンパートメント個室」といい、またこの個室を利用する際に発行される料金券をコンパートメント券という。
以下では、2013年現在の日本における車両・列車のコンパートメント席について解説する。ヨーロッパなどの「個室」として扱われず、区画単位で発売するのが一般的でない区分室をもつ客車については、コンパートメント車を参照されたい。
過去には戦前の一等車や戦後の国鉄151系のパーラーカー（クロ151形）、新幹線100系電車などにもコンパートメント席が存在した。また、個室寝台車については寝台車の項目を参照。

## コンパートメント席を持つ車両・列車
定期運用を持つ車両のみ記載。

### JR
- JR東日本E261系電車（定員4・6名）
  - 「サフィール踊り子」で運用される。2号車と3号車に4人用・6人用が2室ずつ設けられており、いずれもグリーン個室。
- JR九州787系電車（定員4名）
  - 「リレーかもめ」・「きらめき」・「にちりん」・「ひゅうが」・「みどり」の各列車で運用される。「サロンコンパートメント」とも称されるグリーン個室で、1号車に1室のみの設置。

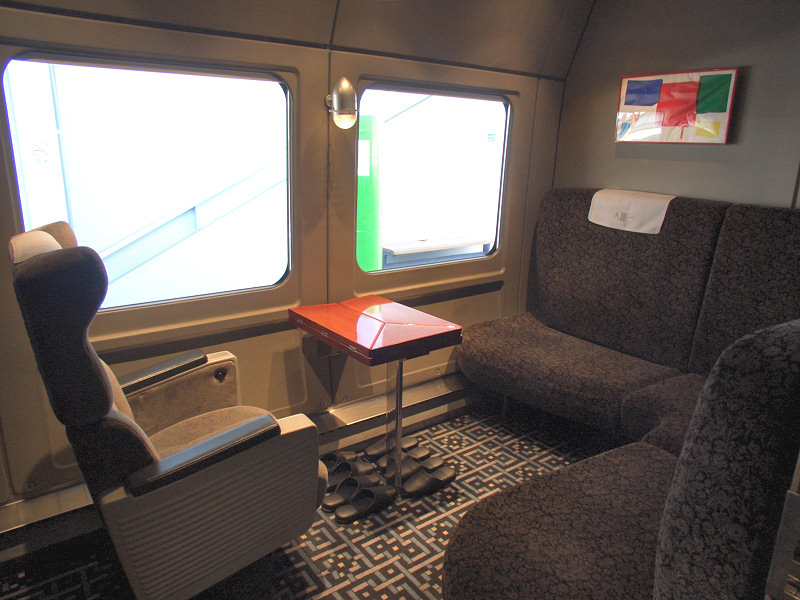
787系の4人個室

### 私鉄
- 東武100系電車「スペーシア」（定員4名）
  - 「けごん」「きぬ」「スペーシア日光」で運用され、6号車に6室設定されている。定員は4名であるが、小児のみで乗車する場合には6名まで利用可能となっている。「スペーシア日光」として運行する時はJR線内でグリーン個室として営業するため、JR直通対応車両にはグリーン車マークが車体側面に貼付されている。
- 東武N100系電車「スペーシアX」（定員4・7名）
  - 「スペーシアX」で運用される。定員4名の「コンパートメント」4室と、定員7名の「コックピットスイート」1室が、いずれも6号車に設置されている。
- 近鉄30000系電車「ビスタEX」（定員5名）
  - 2階建車両の階下に「グループ専用席」が1編成に4箇所あり、3人 - 5人が同一区間で利用できる。特急料金は乗車人数分となる。
- 近鉄50000系電車「しまかぜ」（定員4名）
  - 4号車（近鉄名古屋駅発着便は3号車）に和風4人用個室・洋風4人用個室を1室ずつ設置。3人または4人が同一行程で利用する場合に購入でき、乗車人数分の特別急行券・しまかぜ特別車両券に加えて、人数にかかわらず定額の個室料金が必要。寝台列車を除けば最も広い面積である[1][2][3]。
- 長野電鉄2100系電車（定員4名）
  - JR東日本253系電車の譲受車。JR時代のグリーン個室を改造した4人個室「Spa猿〜ん」が1号車に1室設置されている。利用には特急券の他に「個室指定券」が必要。

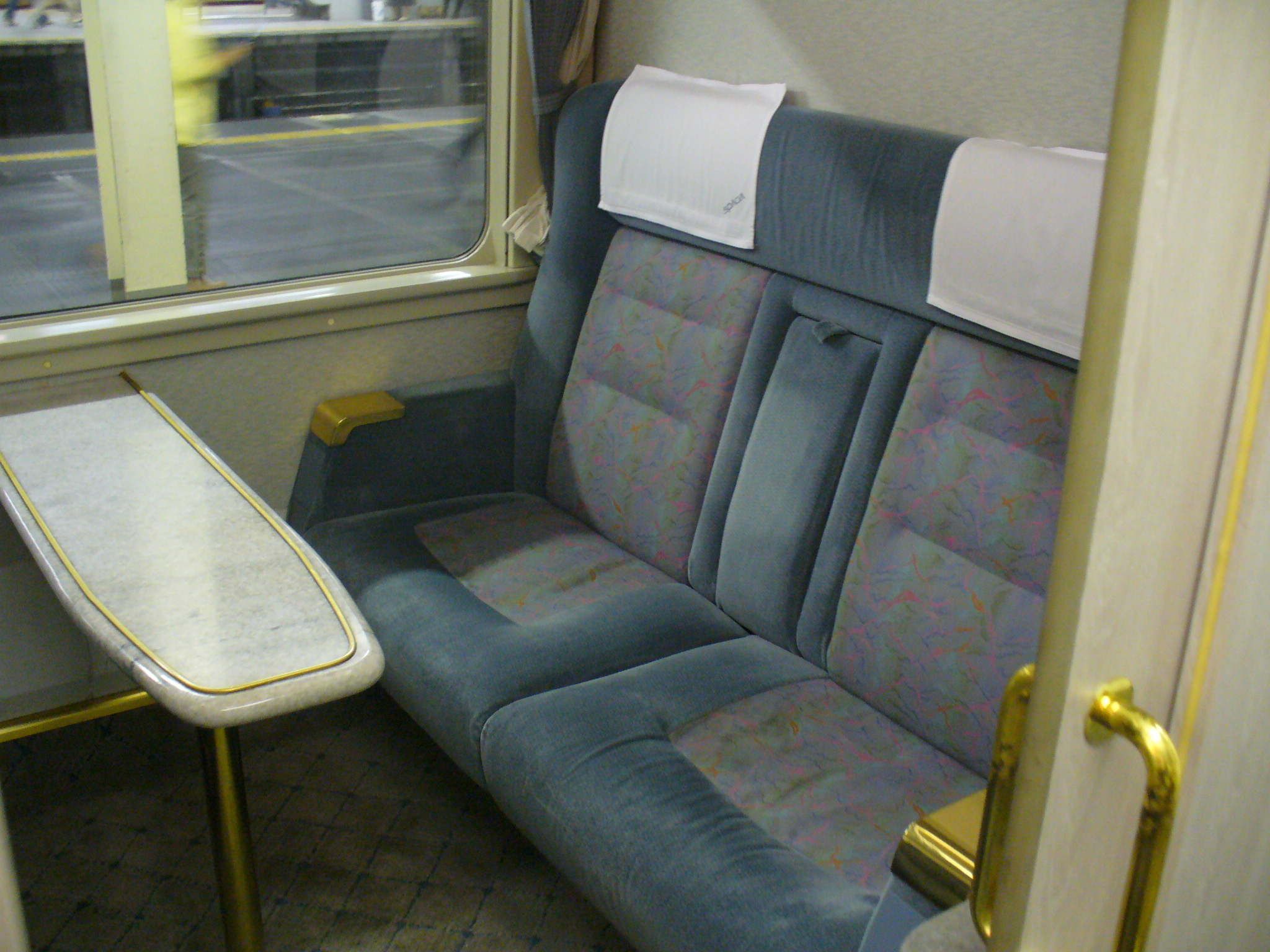
東武100系電車「スペーシア」の4人個室
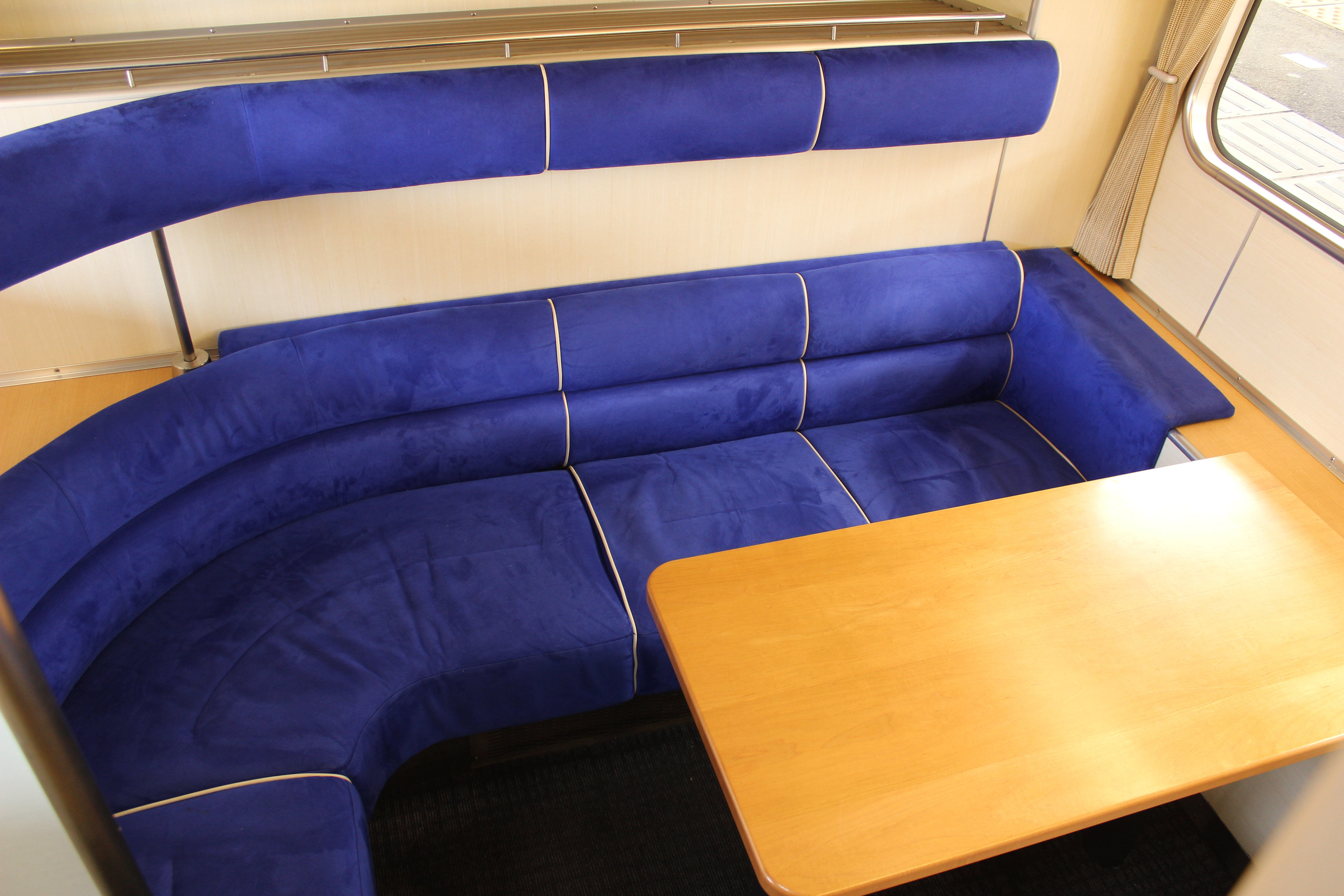
近鉄30000系電車「ビスタEX」のグループ専用席
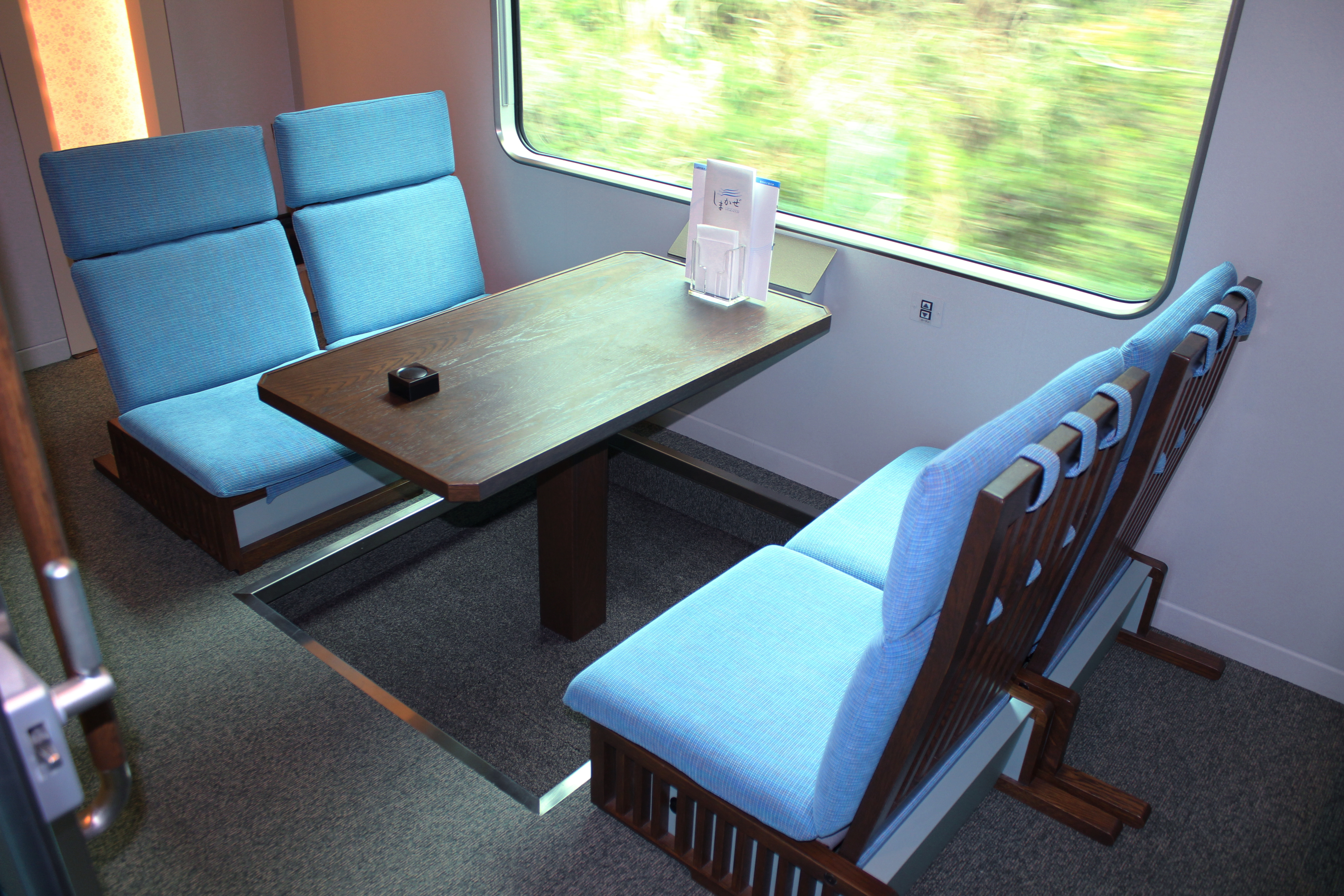
近鉄50000系電車「しまかぜ」の和風個室
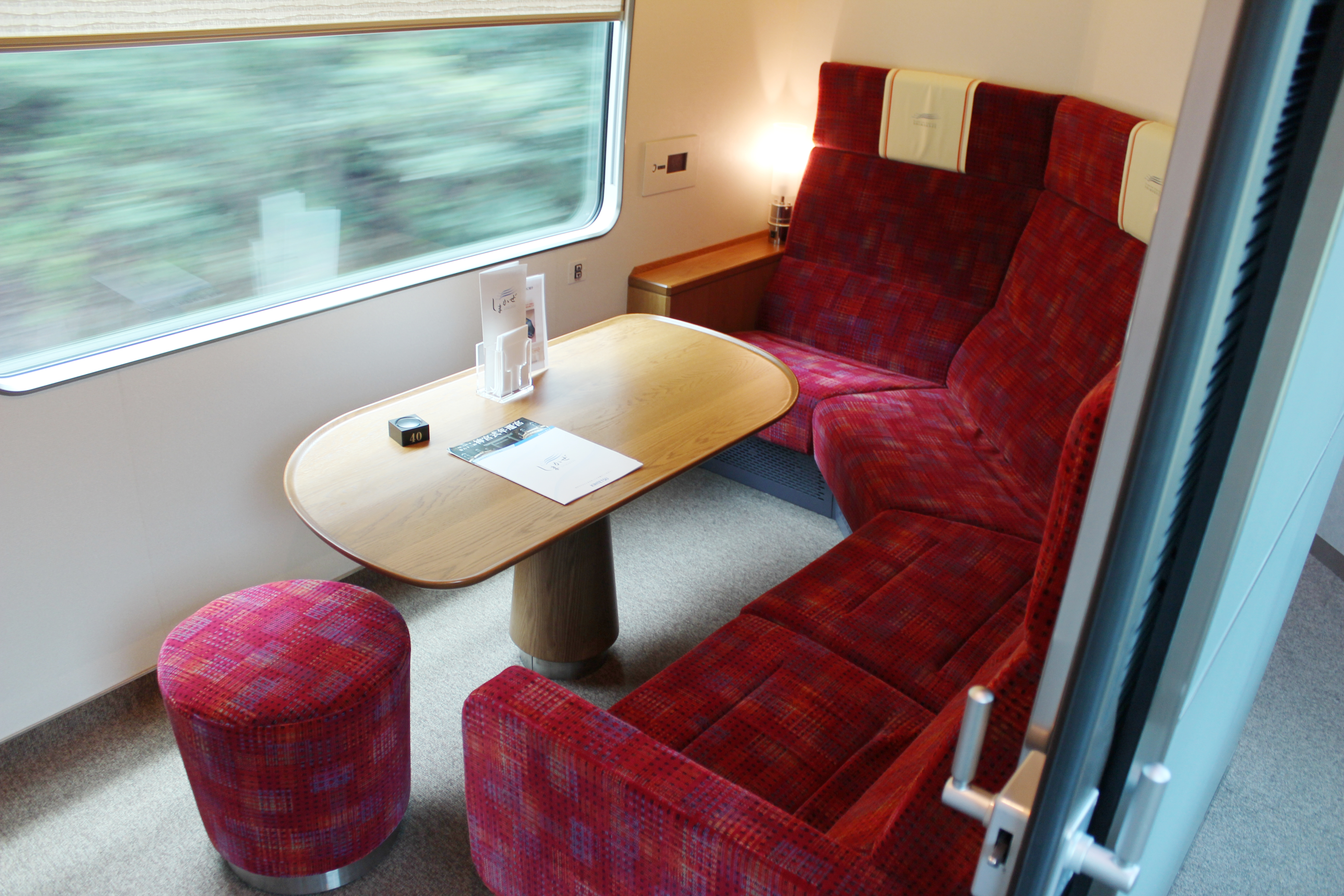
近鉄50000系電車「しまかぜ」の洋風個室

### 営業運転を終了した車両
| 1人用個室 |  | 4人用個室 |
| 1人用個室 |  | 4人用個室 |

- 新幹線100系電車（国鉄・JR東海・JR西日本）
  - X・G編成の2階建車両の9号車1階部分に、1・2・3・4人用グリーン個室を設置していた。700系の投入と「のぞみ」増発によるスピードアップ、また2階建車両の除籍に伴い、2004年を最後に営業運転を終了した。

- 新幹線200系電車

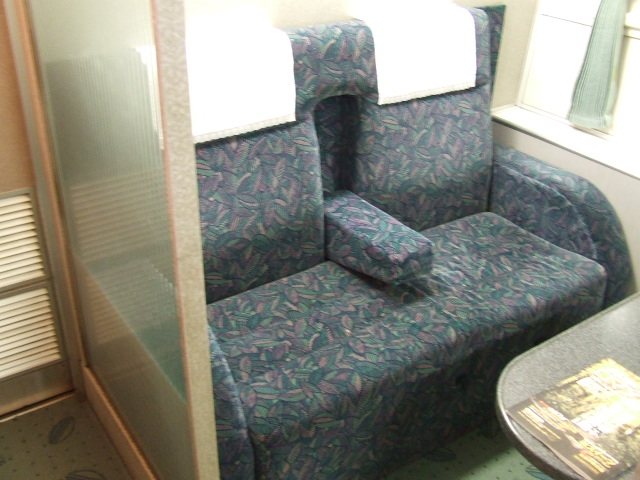
小田急20000形電車「RSE」のセミコンパートメント座席（2006年9月2日）

  - 東北新幹線で運用されていたH編成の2階建車両の10号車1階部分に1・2人用グリーン個室を設置していた。E2系などの投入により全車が除籍された。

- JR東日本251系電車
  - 「スーパービュー踊り子」での運用時に定員4名のグリーン個室を設定していたが、2020年3月14日のダイヤ改正に際して営業運転を終了した。

- JR東日本253系電車
  - 「成田エクスプレス」で定員4名のグリーン個室が設定されていたが、E259系に置き換えられ2010年6月30日に営業運転を終了。一部が東武線直通特急用の1000番台に改造されたが、個室は業務用室となったため営業は行われていない。

- JR北海道キハ183系気動車
  - 「スーパーとかち」「おおぞら」で運用されていたキサロハ182形550番台の1階部分に定員2名で5室設定されていた。2001年7月1日のダイヤ改正で運用を外れた後は全車が保留車となっていたが、2013年12月20日付で4両とも廃車となり、区分消滅した[4]。

- 富士急行2000系電車
  - 2号車に6人用区画が1室設けられていた。使用する際は特急料金の他に個室料金が必要だった。

## セミコンパートメント席を持つ車両・列車
4人向かい合わせの席を、他の席と離れた場所に設けたり、他者の視線を遮るよう仕切りを高くするなどして、個室のような雰囲気を持たせた席がある。こうした席は「セミコンパートメント」と呼ばれる。

### JR（セミコンパートメント）
- 新幹線700系電車「レールスター」
  - 8号車の新大阪駅方に、簡易仕切り壁を設けた4人用個室が4室ある。交流電源が1つあり、旅客機のように照明の明るさが調整できる。運賃・指定席特急料金で利用することが可能だが、利用は原則として3名以上である（フルムーン夫婦グリーンパスでは2名利用が可能）。
  - 小倉駅 - 博多駅間のみ運転の「こだま」と博多南線での運用時は自由席であったが、2012年3月17日のダイヤ改正から「ひかりレールスター」以外での運転の場合は締切扱いとなった。

- JR東海373系電車
  - 車端部に4人向かい合わせの座席があり、中央にテーブルがある。乗降口とは半透明の黒い衝立で仕切られ、他の客席からも離れている。2・3（・5・6・8・9）号車にあり特急「ふじかわ」や「伊那路」では、同じ車両の他の座席が自由席であっても、この区画のみ指定席として設定されている。
  - このため各車両側面の号車番号表示器には「自由席」の表記の下に「（一部指定席）」の表記があるほか、車内の座席指定表示器も別個に設置されている。なお、かつて運行されていた「東海」にはセミコンパートメントの自由席があった。
  - 一部の臨時列車においては、この区画が車内展示や添乗員の控室といった定員外のスペースとして使用される。

- JR九州787系電車
  - 「リレーかもめ」・「かささぎ」・「かいおう」・「きらめき」・「にちりん」・「にちりんシーガイア」・「ひゅうが」の各列車で運用。この座席は4号車（旧「リレーつばめ」編成）または3号車（旧「有明」編成）にあり、ガラスパーティションで仕切られた4人向かい合わせの座席の中央にテーブルがある。ボックスとボックスの間には仕切りがあるが、通路側は開放されている。車両の上り方半分がこの区画（残り半分は開放型客室）で、定員4名のボックスが中央の通路を挟んで左右に3つずつ、計6室設置されている。
  - 大半の列車で自由席扱いとなっているが、「リレーかもめ」・「にちりん」・「にちりんシーガイア」では指定席となり、3人以上で利用する場合に限り発売される。

- JR九州キハ71系気動車
  - 「ゆふいんの森」で運用。2003年のリニューアル時に、1号車の車端部にセミコンパートメントが2区画設置された。

- JR九州キハ72系気動車
  - 「ゆふいんの森」で運用。3号車の中間部に、上記の787系電車と同様にガラスパーティションで仕切られた4人用簡易コンパートメント席が4区画設けられている。

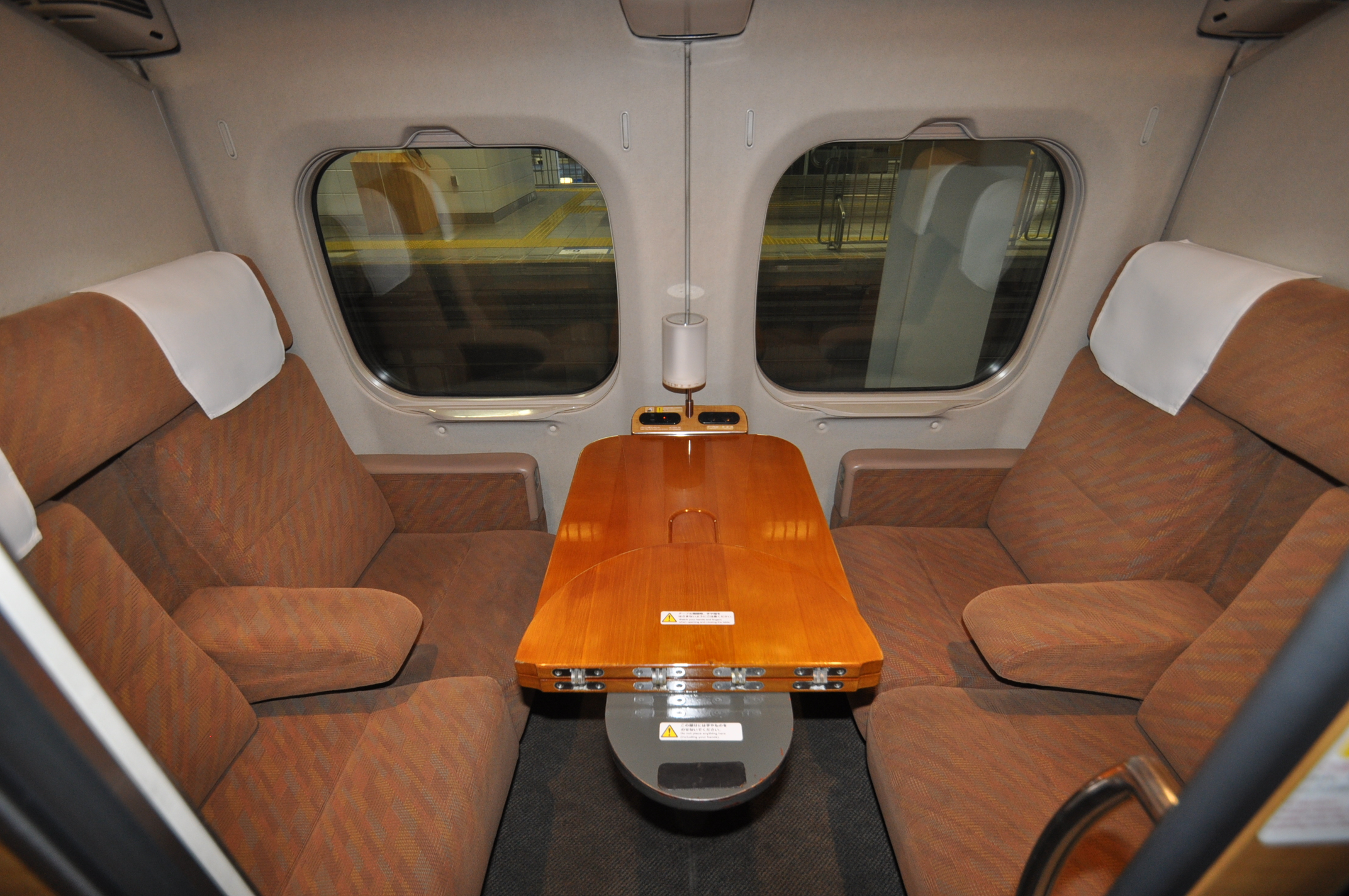
700系
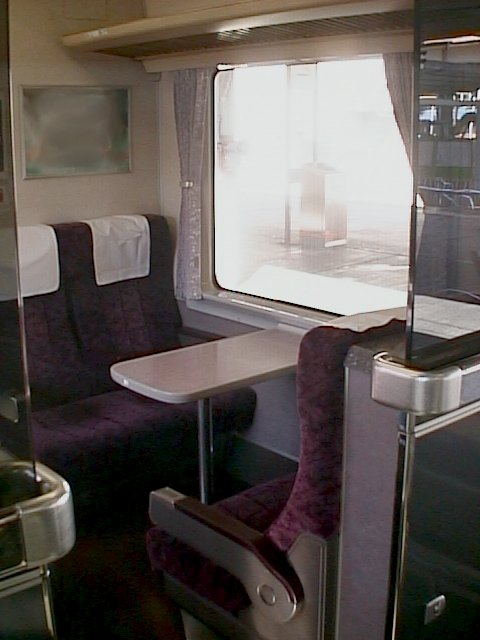
373系
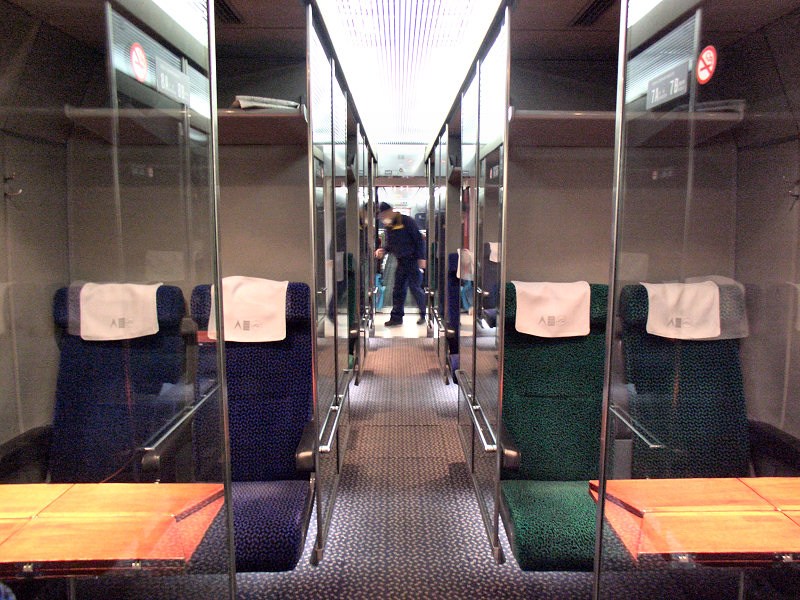
787系
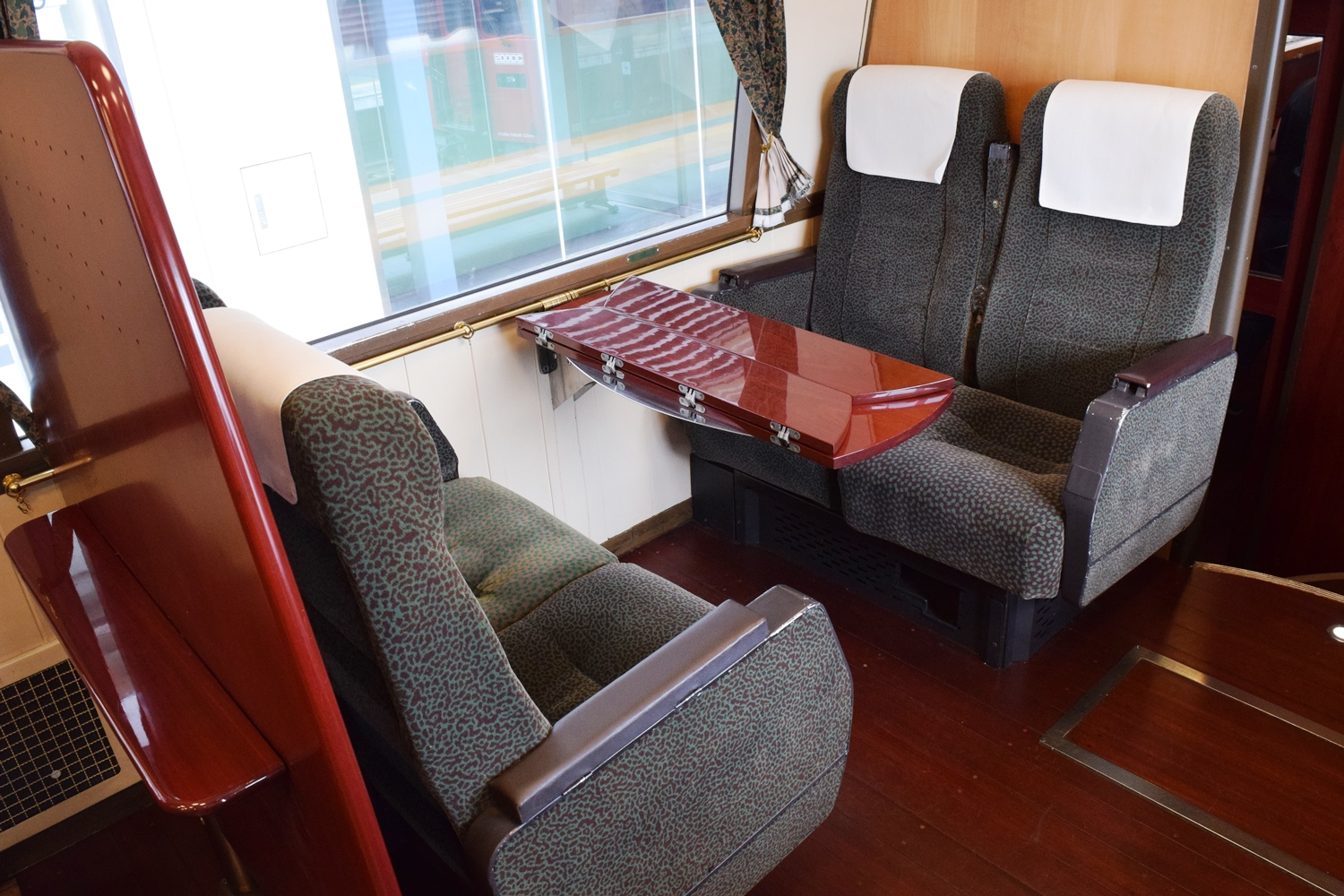
キハ71系
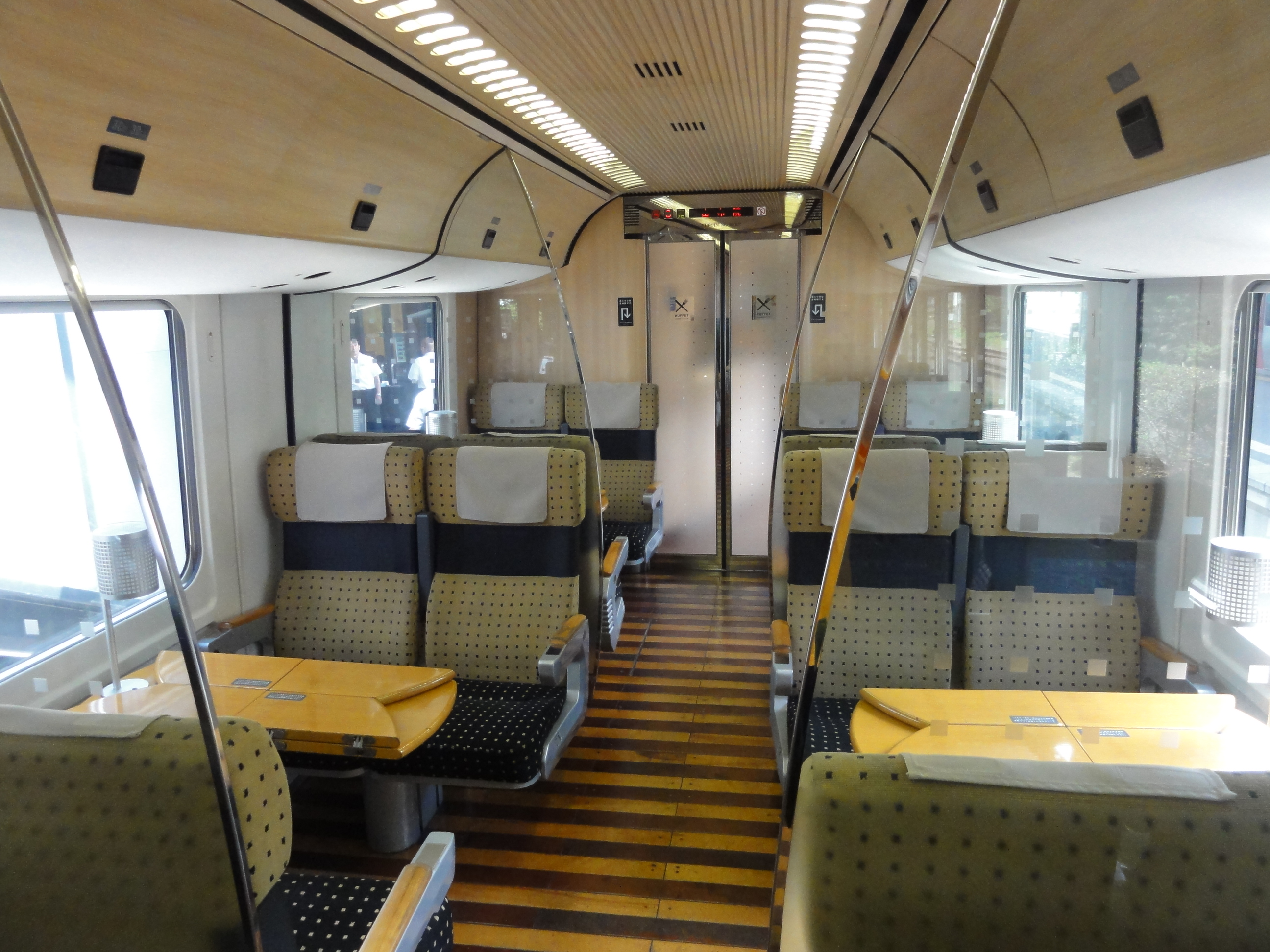
キハ72系

### 私鉄・第3セクター鉄道（セミコンパートメント）
- 富士山麓電気鉄道8000系電車
  - 「フジサン特急」で運用。1号車車端部にセミコンパートメントを設置している。

- 近鉄50000系電車「しまかぜ」
  - 6人用サロン席を3つ設置。4人 - 6人が同一行程で利用でき、乗車人数分の特急券・しまかぜ特別車両券が必要。

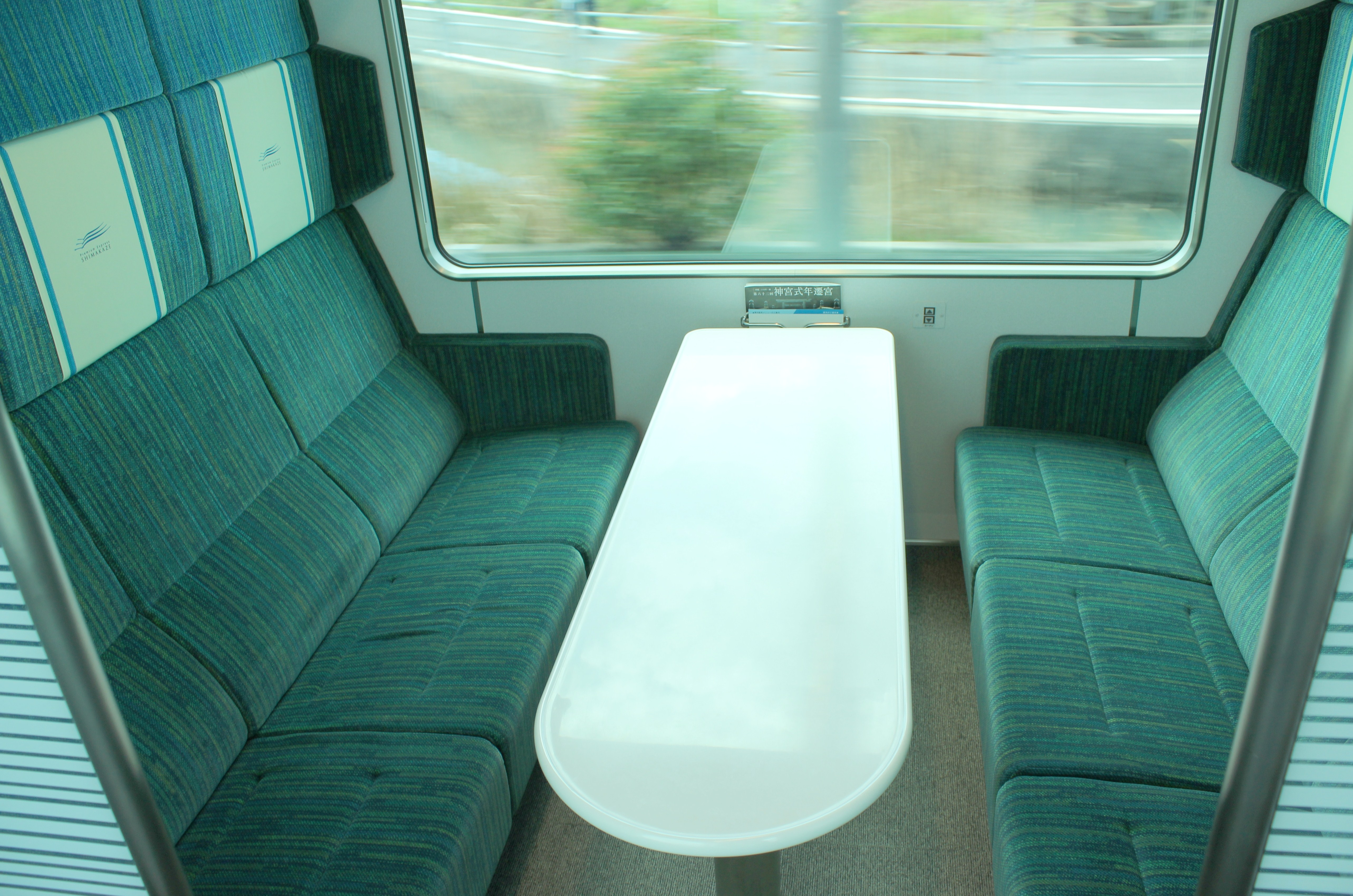
近鉄50000系電車の「サロン席」

### 営業運転を終了した車両
- 新幹線200系電車
  - 東北新幹線で運用されていたH編成の2階建車両の10号車1階部分には、前記したグリーン個室に加えて4人用普通セミ個室が設置されていた。運用末期にはこのセミ個室でクイックマッサージサービスを営業していた[5]。E2系などの投入により全車が除籍された。

- 小田急20000形電車「RSE」
  - 4号車ダブルデッカーの1階部分に「セミコンパートメント席」が3区画設置されていた。これは、座席発行に際してこの座席区分を指定するとその席で発券され、JRでは普通車に相当する座席区分として、使用する際は人数分の「特別急行券」のみで発行された。ただし、空席がある場合、端数分の座席に予約が入る場合もあった。2012年3月16日を最後に営業運転を終了した。

- 小田急50000形電車「VSE」
  - 3号車に「サルーン」と称した4人用区画を3室設けており、利用するには特急券の代わりに定員である4人分の特急券と同額の「サルーン特急券」を購入する必要があった。2022年3月11日を最後に定期運用を終了した。

- 名鉄8800系電車「パノラマDX」
  - 1・3号車に、4人用・2人用区画がそれぞれ3区画ずつ設けられていた。一部は2人用区画の部分がハイバックのシートになっているのみでセミコンパートメントとなっていないなど、編成ごとに多種多様な形態が存在した。2005年1月28日を最後に営業運転を終了した。

- 智頭急行HOT7000系気動車
  - 貫通型先頭車（HOT7020形）にセミコンパートメントが設置されていたが、後に「多目的室」扱いとなり座席として利用することができなくなった[6]。